# Rafael López Aliaga

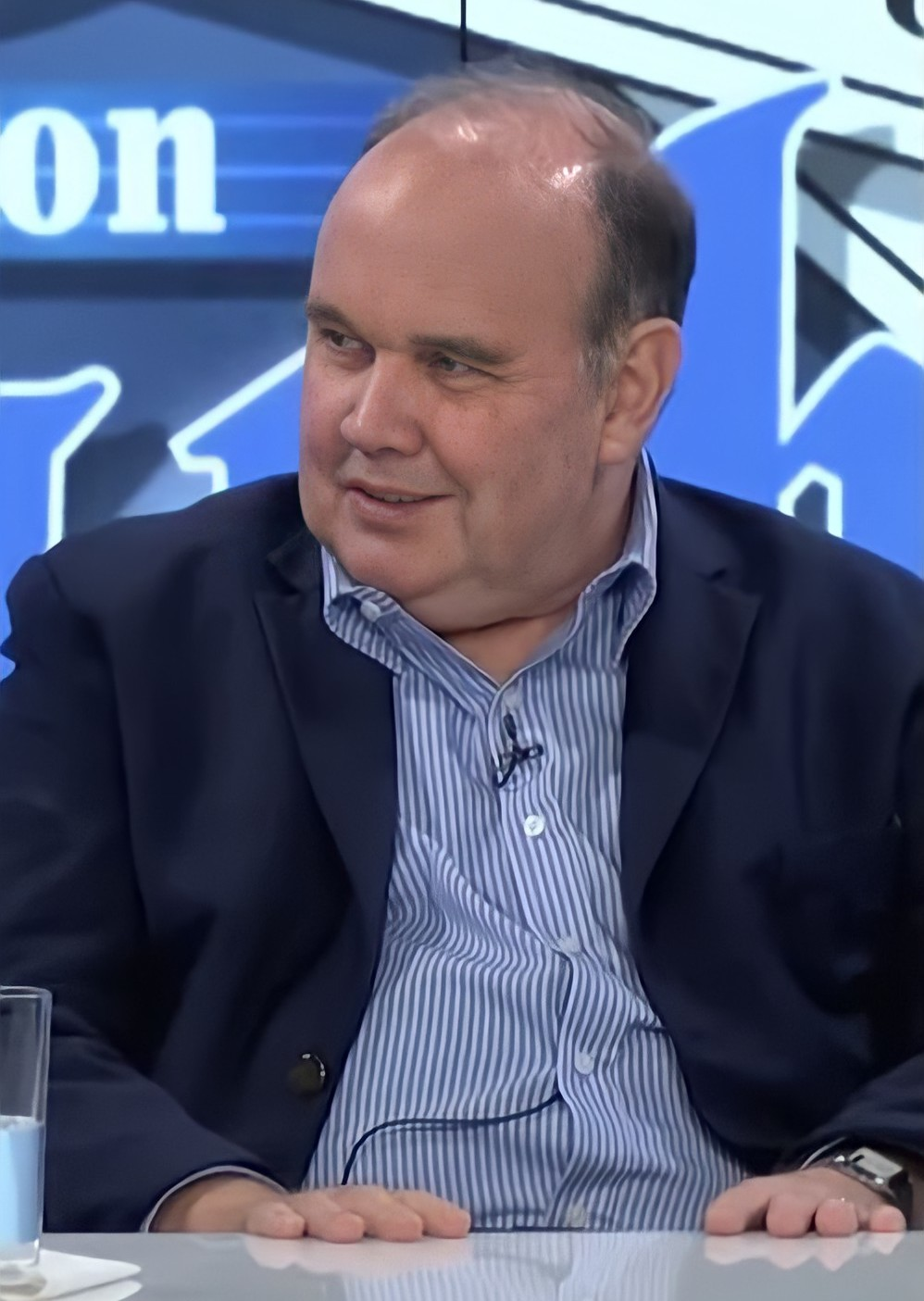
Rafael López Aliaga

Rafael Bernardo López Aliaga Cazorla (geboren am 11. Februar 1961)  ist ein peruanischer Geschäftsmann, Politiker und Bürgermeister von Lima.

## Frühe Jahre
Aliagas Eltern waren beide Chemieingenieure. Rafael López Aliaga erreichte einen Abschluss als Industrie-Ingenieur an der katholischen Universidad de Piura und der Universidad del Pacífico (Peru), nachdem er zuvor das Studium an der Universidad Nacional Pedro Ruiz Gallo abgebrochen hatte.

## Unternehmer
Aliaga begann seine Karriere bei der Bank Banco Wiese und wurde danach Manager bei der peruanischen Sparte der Citibank. Anschließend gründete er das Sicherheitsunternehmen Peruvian Corp sowie die Hotelkette Grupo Acres. Seit 1999 ist Aliaga Teilhaber der ehemals staatlichen Eisenbahngesellschaft PeruRail, der Belmond-Gruppe sowie Besitzer des Trasandino Railway, welcher unter anderem die Touristenzüge nach Machu Picchu durchführt.

## Politiker
2007 trat Aliaga das erste Mal als Politiker in Erscheinung, als er für den Stadtrat von Lima kandidierte. Größere Bekanntheit erlangte er während der Unruhen in Peru 2020 sowie durch die Präsidentenwahlen im Jahr 2021, in welchen er für die rechte Partei Renovación Popular den dritten Platz belegte.
Im Vorfeld der Wahlen waren Befürchtungen lautgeworden, dass Aliaga einen Putsch unterstützen könnte, nachdem er die Absetzung des Interimspräsidenten Francisco Sagasti gefordert hatte.
Aliaga gilt selbst in der an schillernden Figuren nicht mangelnden Politlandschaft Perus als Exzentriker. In Peru ist er gewöhnlich nur unter seinem Spitznamen Porky Pig (Schweinchen Dick) bekannt, welchen er in Anlehnung an seine für einen Peruaner ungewöhnliche Physiognomie bekam und den er auch selbst während seines Wahlkampfes verwendete. So trat er während der Wahl als Schwein verkleidet auf, um die grassierende Korruption im Lande anzuprangern.
Bei den Kommunalwahlen 2022 wurde er zum Bürgermeister von Lima gewählt und übt das Amt seit 2023 aus.

## Weltanschauung
Aliaga wird aufgrund seines populistischen und aggressiven Auftretens als Bolsonaro Perus bezeichnet. Er vertritt ultrakonservative Positionen in weltanschaulichen Fragen, zuweilen wird er als religiöser Fundamentalist bezeichnet. Aliaga lehnt Schwangerschaftsverhütung und Abtreibung grundlegend ab, Homosexualität bezeichnete er als „Problem, welches geheilt werden kann“. Für Aufsehen sorgten Äußerungen, dass Frauen, die unter häuslicher Gewalt litten, dafür selbst verantwortlich seien.
Wirtschaftlich vertritt Aliaga klassisch neoliberale Positionen wie die Verschlankung des Staates, umfassenden Sozialabbau und Privatisierungen öffentlicher Unternehmen.
Während der COVID-19-Pandemie in Peru sprach er sich gegen Restriktionen zur Eindämmung des Virus aus und forderte, dass die Impfkampagne durch private Firmen durchgeführt werden und der Impfstoff für die Bürger kostenpflichtig sein solle.

## Korruption
2001 wurde gegen ihn wegen Steuervermeidung ermittelt. 2017 tauchte sein Name in Verbindung mit Geldwäsche in den Panama Papers auf.

## Privates
Aliaga ist Mitglied der katholischen Sondergemeinschaft Opus Dei. Er gibt an, im Zölibat zu leben, asketische Übungen zu praktizieren und sich regelmäßig selbst zu geißeln.